# Route 68 (Alberta)
La Route 68, officiellement nommée Sibbald Creek Trail, est une route du centre de l'Alberta, à l'ouest de Calgary. Elle débute à l'intersection avec la route 40 et prend fin à l'intersection avec la route 1. La route est asphaltée sur ses derniers 11,5 km (7,1 mi) jusqu'à la route 1. Le reste de la route est en gravier. Elle donne accès à des zones de randonnée, de promenades à cheval et de chasse, ainsi qu'au site de camping de Sibbald Lake. Elle peut servir de route alternative vers le Pays de Kananaskis,.

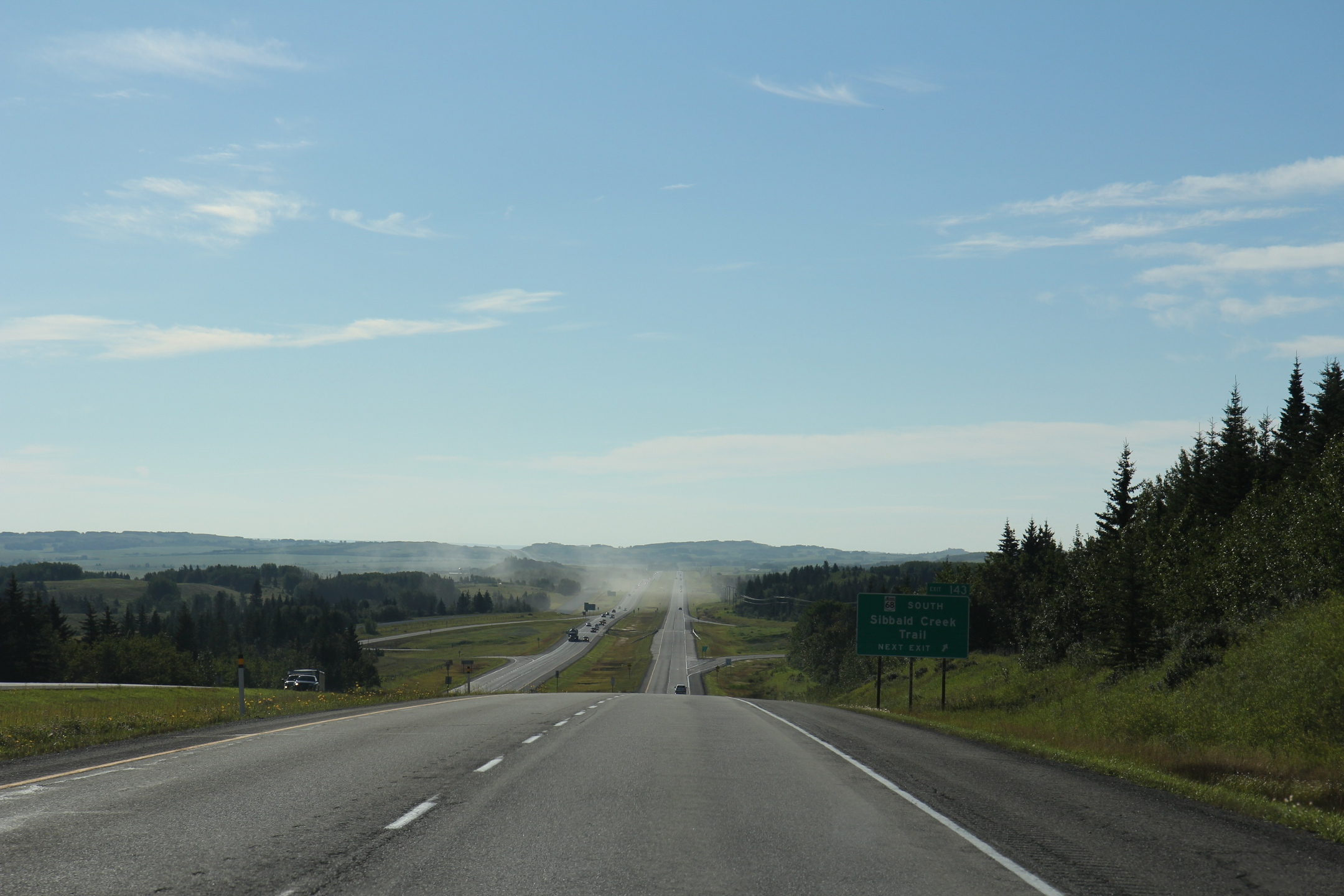
Terminus nord de la route 68 à la route 1

## Intersections majeures
| Municipalité rurale / spécialisée | Ville | km    | Destinations                                  | Notes                           |
| --------------------------------- | ----- | ----- | --------------------------------------------- | ------------------------------- |
| I.D. Kananaskis                   |       | 0,00  | AB-40 – Kananaskis Village, Longview, Route 1 |                                 |
| Comté de Rocky View               |       | 37,20 | AB-1 – Banff, Calgary                         | Échangeur; sortie 143 de l'AB-1 |
|                                   |       |       |                                               |                                 |